# Forest-Saint-Julien

Forest-Saint-Julien este o comună în departamentul Hautes-Alpes, Franța. În 1 ianuarie 2022 avea o populație de 344 de locuitori.